# ورزشگاه سیوداد د لوس دپورتس
استودیو آزول (انگلیسی: Estadio Azul) یک استادیوم ورزشی در مکزیکوسیتی است که گنجایش آن ۳۴/۱۹۹ نفر می‌باشد. در این ورزشگاه مسابقات فوتبال انجام می‌شود اما تا سال ۱۹۹۰ میلادی در آن بازی‌های فوتبال آمریکایی انجام می‌شد. استودیو آزول ورزشگاه خانگی تیم کروز آزول است.

## نگارخانه

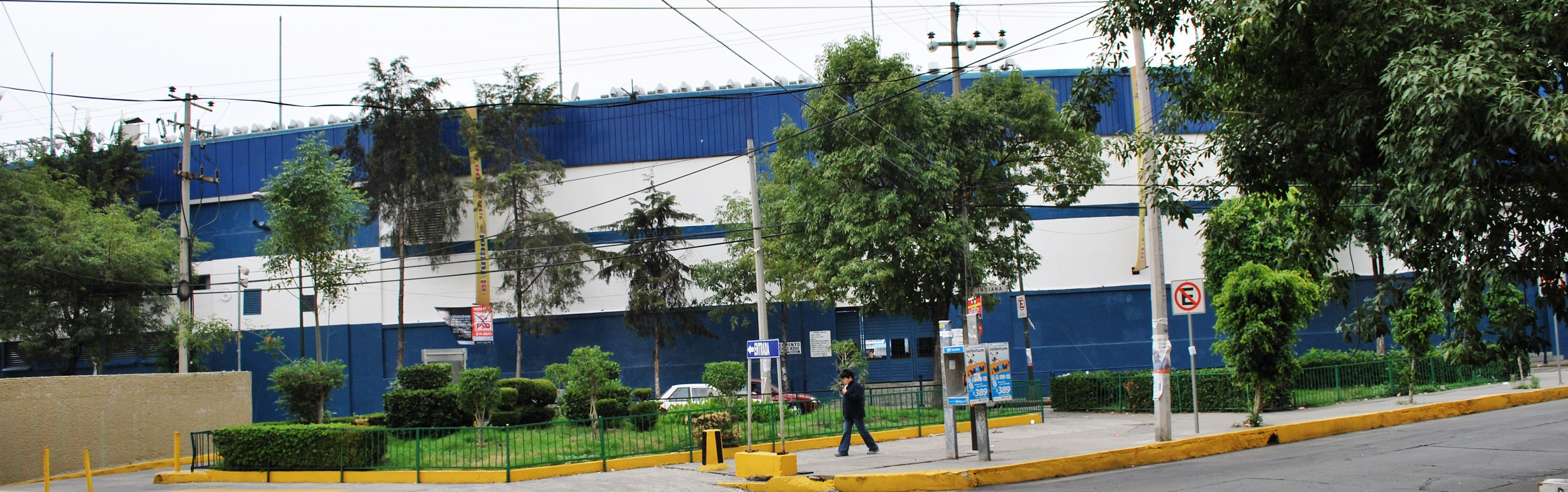
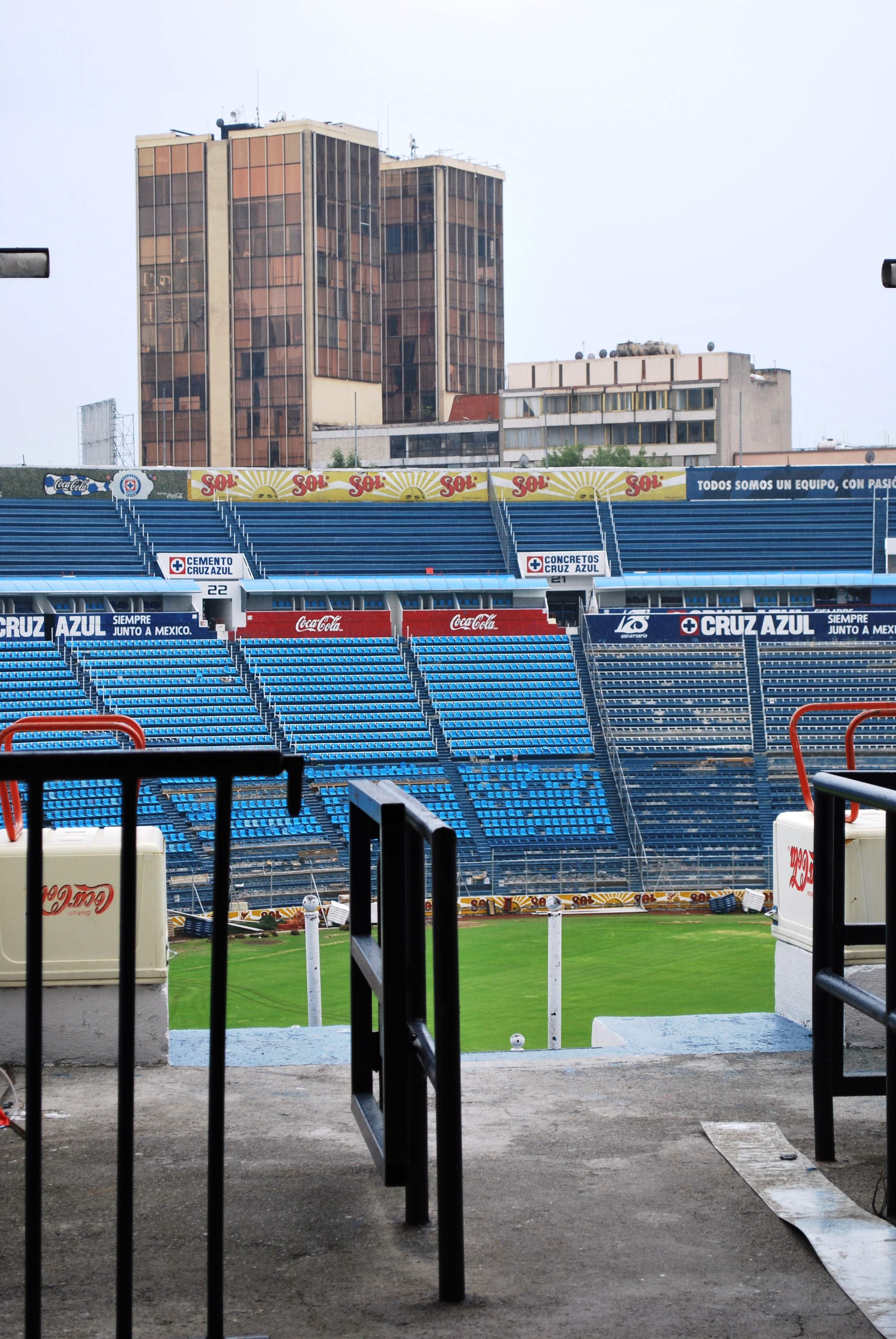
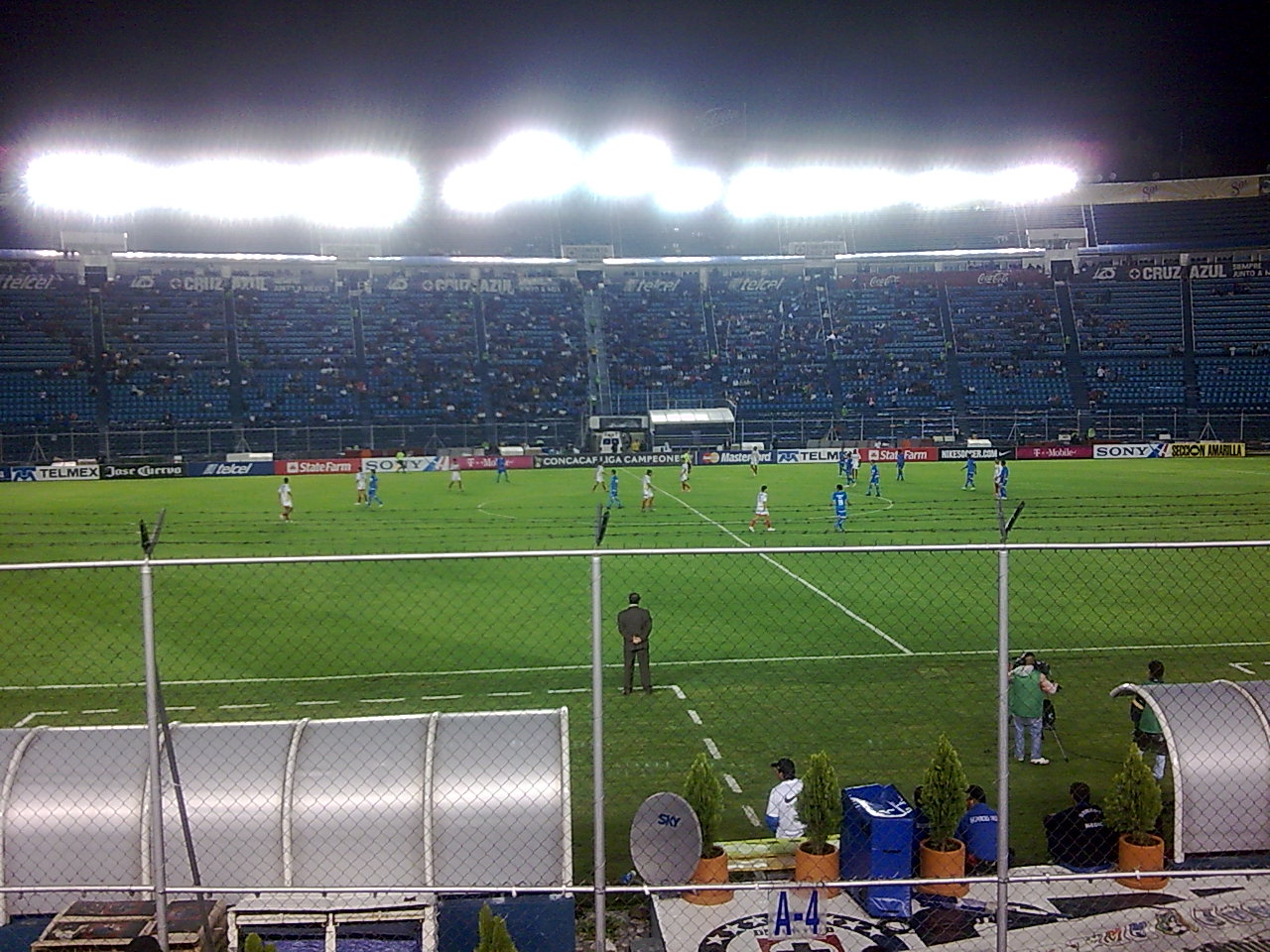